# A Lyga 2012
La A Lyga 2012 fue la 23ª edición del torneo de fútbol más importante de Lituania que se jugó del 10 de marzo al 12 de noviembre y que contó con la participación de 10 equipos.
El FK Ekranas gana su octavo título de liga y quinto de manera consecutiva.

## Participantes
| Club     | Ciudad      | Estadio             |
| -------- | ----------- | ------------------- |
| Atlantas | Klaipėda    | Zalgiris Stadium    |
| Banga    | Gargždai    | Gargždai Stadium    |
| Dainava  | Alytus      |                     |
| Ekranas  | Panevėžys   | Aukštaitija Stadium |
| Kruoja   | Pakruojis   | Pakruojis Stadium   |
| REO      | Vilnius     |                     |
| Sūduva   | Marijampolė | Sūduva Stadium      |
| Šiauliai | Šiauliai    | Savivaldybė Stadium |
| Tauras   | Tauragė     | Vytauto Stadium     |
| Žalgiris | Vilnius     | LFF Stadium         |

## Clasificación
| Pos. | Equipo      | Pts. | PJ | G  | E | P  | GF | GC | Dif. | Clasificación o descenso                      |
| ---- | ----------- | ---- | -- | -- | - | -- | -- | -- | ---- | --------------------------------------------- |
| 1    | Ekranas (C) | 88   | 36 | 27 | 7 | 2  | 83 | 25 | +58  | Segunda Ronda Clasificatoria Champions League |
| 2    | Žalgiris    | 87   | 36 | 27 | 6 | 3  | 80 | 22 | +58  | Primera Ronda Clasificatoria Europa League    |
| 3    | Sūduva      | 70   | 36 | 21 | 7 | 8  | 77 | 37 | +40  | Primera Ronda Clasificatoria Europa League    |
| 4    | Kruoja      | 65   | 36 | 20 | 5 | 11 | 56 | 31 | +25  | Primera Ronda Clasificatoria Europa League    |
| 5    | Šiauliai    | 55   | 36 | 17 | 4 | 15 | 79 | 57 | +22  |                                               |
| 6    | Banga       | 47   | 36 | 13 | 8 | 15 | 43 | 41 | +2   |                                               |
| 7    | Dainava     | 32   | 36 | 9  | 5 | 22 | 42 | 71 | −29  |                                               |
| 8    | Atlantas    | 27   | 36 | 7  | 6 | 23 | 33 | 92 | −59  |                                               |
| 9    | Tauras      | 23   | 36 | 7  | 2 | 27 | 35 | 97 | −62  |                                               |
| 10   | REO (D)     | 19   | 36 | 5  | 4 | 27 | 26 | 81 | −55  | Difunto a mitad de temporada                  |

 Fuente: UEFA.com lff.lt
Criterios de clasificación: 1) Puntos; 2) Gol diferencia; 3) Golea anotados.
Notas:
1. ↑  Ganador de la Lithuanian Football Cup 2012/13.

## Resultados
| Local \ Visitante | ATL | BAN | DAI | EKR | KRU | REO | SŪD | ŠIA | TAU | ŽAL |
| ----------------- | --- | --- | --- | --- | --- | --- | --- | --- | --- | --- |
| Atlantas          |     | 1–1 | 0–0 | 0–3 | 0–1 | 0–0 | 0–4 | 0–3 | 0–5 | 0–1 |
| Banga             | 0–1 |     | 2–1 | 1–1 | 1–1 | 2–2 | 0–1 | 0–1 | 1–0 | 1–2 |
| Dainava           | 1–0 | 0–0 |     | 0–1 | 0–0 | 3–2 | 2–4 | 1–0 | 3–1 | 1–3 |
| Ekranas           | 2–0 | 3–0 | 3–2 |     | 1–0 | 3–0 | 2–0 | 2–2 | 5–0 | 1–0 |
| Kruoja            | 5–1 | 1–0 | 2–0 | 1–1 |     | 2–1 | 2–1 | 0–4 | 1–0 | 0–1 |
| REO               | 3–0 | 1–0 | 1–0 | 0–1 | 2–2 |     | 0–2 | 3–1 | 0–1 | 1–2 |
| Sūduva            | 6–0 | 3–1 | 3–1 | 3–1 | 0–1 | 0–0 |     | 4–1 | 1–0 | 0–0 |
| Šiauliai          | 5–1 | 1–2 | 4–2 | 0–1 | 2–1 | 2–0 | 3–3 |     | 7–3 | 2–2 |
| Tauras            | 0–0 | 3–2 | 2–4 | 1–2 | 0–4 | 2–0 | 1–4 | 1–0 |     | 0–2 |
| Žalgiris          | 7–0 | 2–0 | 4–0 | 0–0 | 0–2 | 0–1 | 4–0 | 2–0 | 2–0 |     |

| Local \ Visitante | ATL | BAN | DAI | EKR | KRU | REO | SŪD | ŠIA | TAU | ŽAL |
| ----------------- | --- | --- | --- | --- | --- | --- | --- | --- | --- | --- |
| Atlantas          |     | 2–2 | 2–1 | 1–2 | 2–1 | 4–2 | 1–5 | 1–2 | 4–1 | 3–4 |
| Banga             | 1–0 |     | 5–0 | 0–2 | 1–0 | 2–1 | 0–0 | 2–1 | 4–0 | 0–0 |
| Dainava           | 1–2 | 0–4 |     | 2–2 | 1–2 | 2–0 | 0–3 | 0–2 | 2–0 | 1–2 |
| Ekranas           | 6–2 | 2–0 | 3–0 |     | 2–0 | 3–0 | 2–2 | 3–0 | 5–0 | 0–0 |
| Kruoja            | 5–0 | 2–1 | 2–0 | 0–2 |     | 3–0 | 2–1 | 1–0 | 3–1 | 0–1 |
| REO               | 0–3 | 0–3 | 0–3 | 0–3 | 0–3 |     | 0–3 | 3–5 | 2–3 | 0–3 |
| Sūduva            | 2–0 | 3–0 | 3–2 | 2–3 | 1–1 | 3–0 |     | 1–0 | 4–1 | 1–2 |
| Šiauliai          | 6–0 | 0–1 | 3–3 | 3–4 | 1–0 | 3–0 | 1–0 |     | 7–2 | 2–4 |
| Tauras            | 1–1 | 1–3 | 1–3 | 0–2 | 0–4 | 3–0 | 1–2 | 0–4 |     | 0–4 |
| Žalgiris          | 3–1 | 2–0 | 3–0 | 2–1 | 2–1 | 3–0 | 2–2 | 4–1 | 5–0 |     |